# Quathlambia
Quathlambia es un género de dípteros nematóceros perteneciente a la familia Limoniidae. Su única especie: Quathlambia stuckenbergi, se distribuye por Sudáfrica.